# 嘉咸街
嘉咸街（英語：Graham Street）位於香港中環，由南端起點中環蘇豪區的士丹頓街，經荷李活道中段之後為行人專用的市集段，落傾路見結志街，終點為皇后大道中。

## 歷史

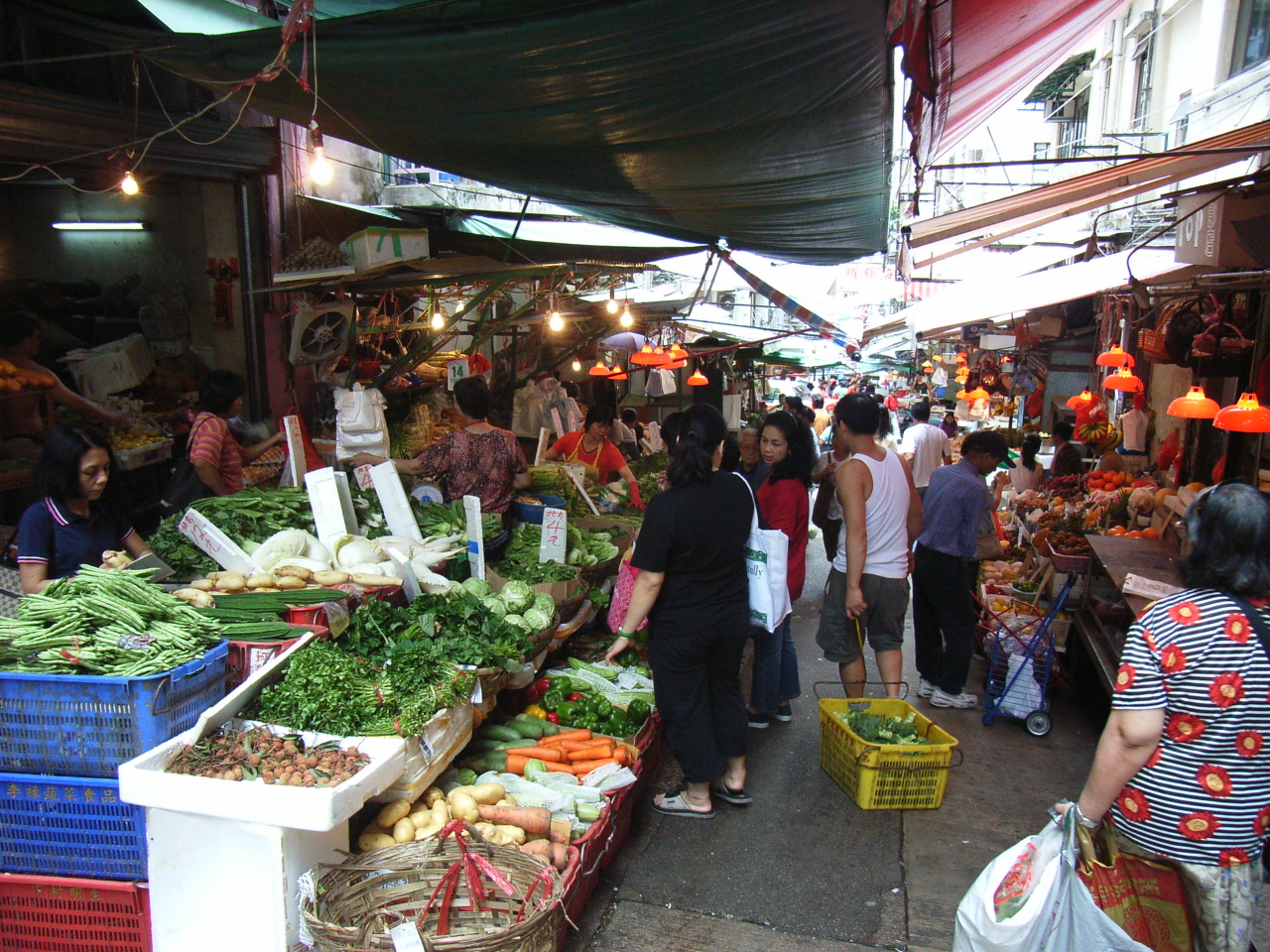
嘉咸街街市（2006年）

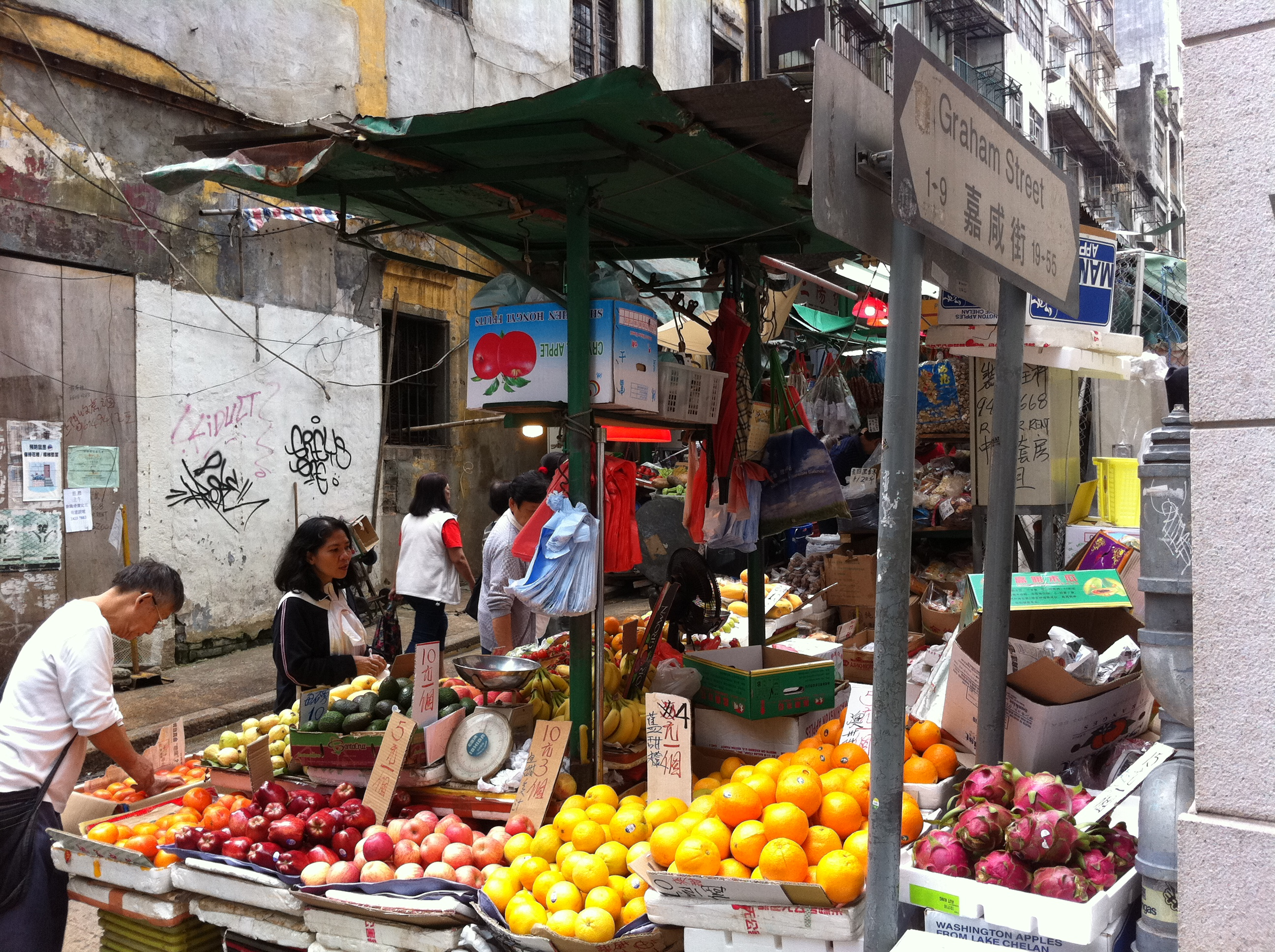
嘉咸街街市（2012年），左方為即將重建的地盤C

嘉咸街名字是源於詹姆斯.嘉咸男爵 (James Graham) 他是一位英國政治家。從1830年到1834年, 擔任海軍第一勳爵， 即皇家海軍的政治首腦，政府所有海軍事務的高級顧問。 1841年9月至1846年7月期間，任職內政部長 (Secretary of Home Department )， 主要是負責英國內政和國家安全。1852年12月至1855年2月再次成為海軍第一勳爵。
嘉咸街是中環的街市區內的主要街道之一，當中嘉咸街街市更是香港最古老的露天市集，已有近160年歷史。街上沿途有不少街邊賣濕貨的小商販，包括賣鮮魚蝦蟹的、粮油雜貨、雞鴨鵝、蛋、菜、瓜、生果、豬牛羊肉，有新鮮的，也有凍肉，保留著過去香港人的生活面貌及純樸的一面。

## 重建計劃
市區重建局建議發展項目包括三個地盤（地盤A、B及C），用作住宅、商業、酒店及零售用途，並提供社區設施以及公共休憩空間。兩幢住宅大樓將建於地盤A及B，酒店及辦公大樓則設於地盤C；零售活動將集中在三個地盤的平台，其中特別預留地盤B的部分空間用作售賣新鮮食品，以加強項目與現有市集的協同作用。重建計劃設公共休憩空間，配合露天廣場及綠化用地，將連貫三個地盤的中心帶。設於地盤A的住宅基座將設多用途活動會堂，讓地區組織舉行社區活動。
地盤B已於2019年落成為長江實業私人住宅 My Central 及嘉咸市集，地盤A正重建為信和置業合作興建的 One Central Place（預計2023年落成），而地盤C預計將於2024年落成。

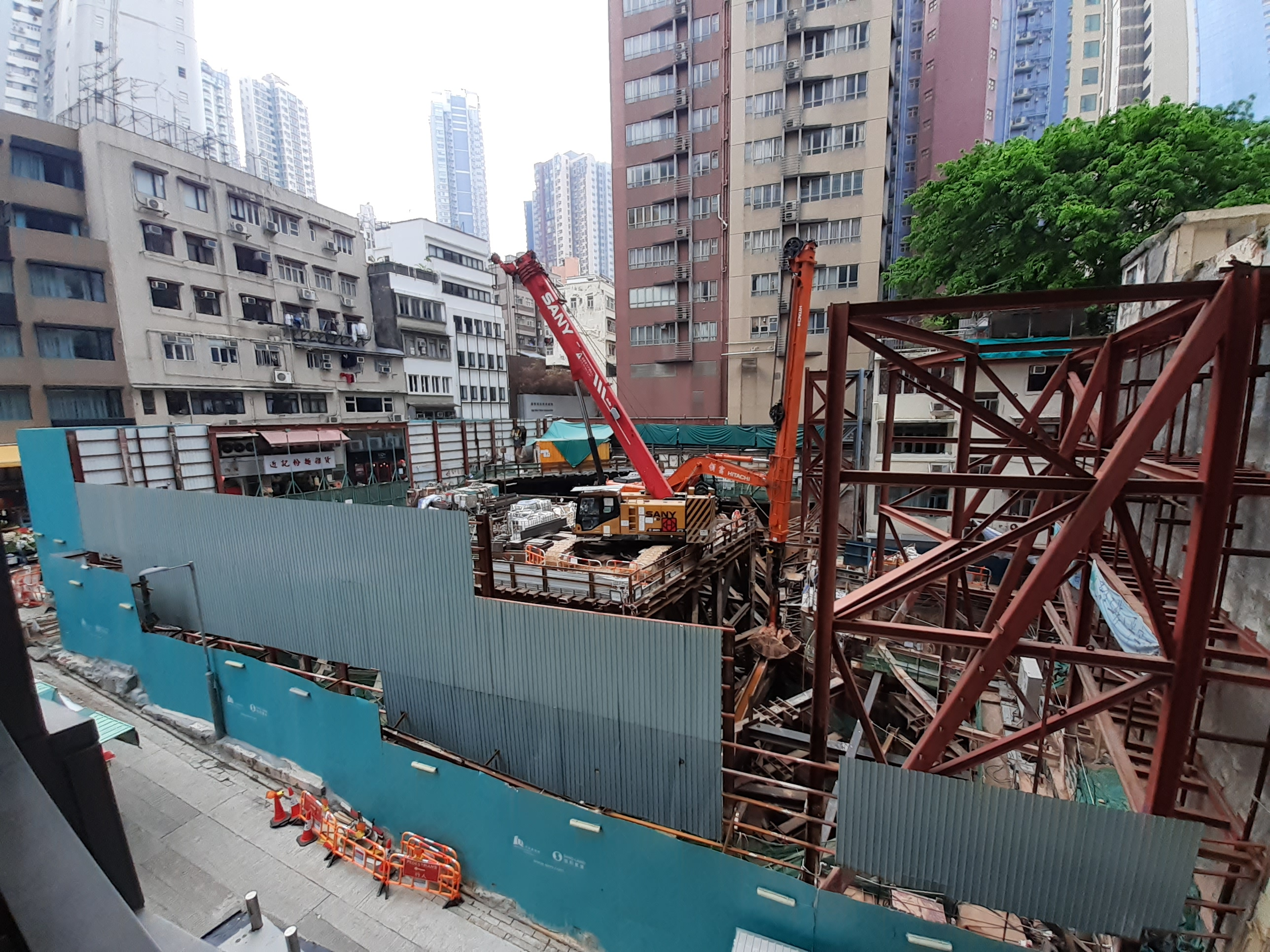
地盤A
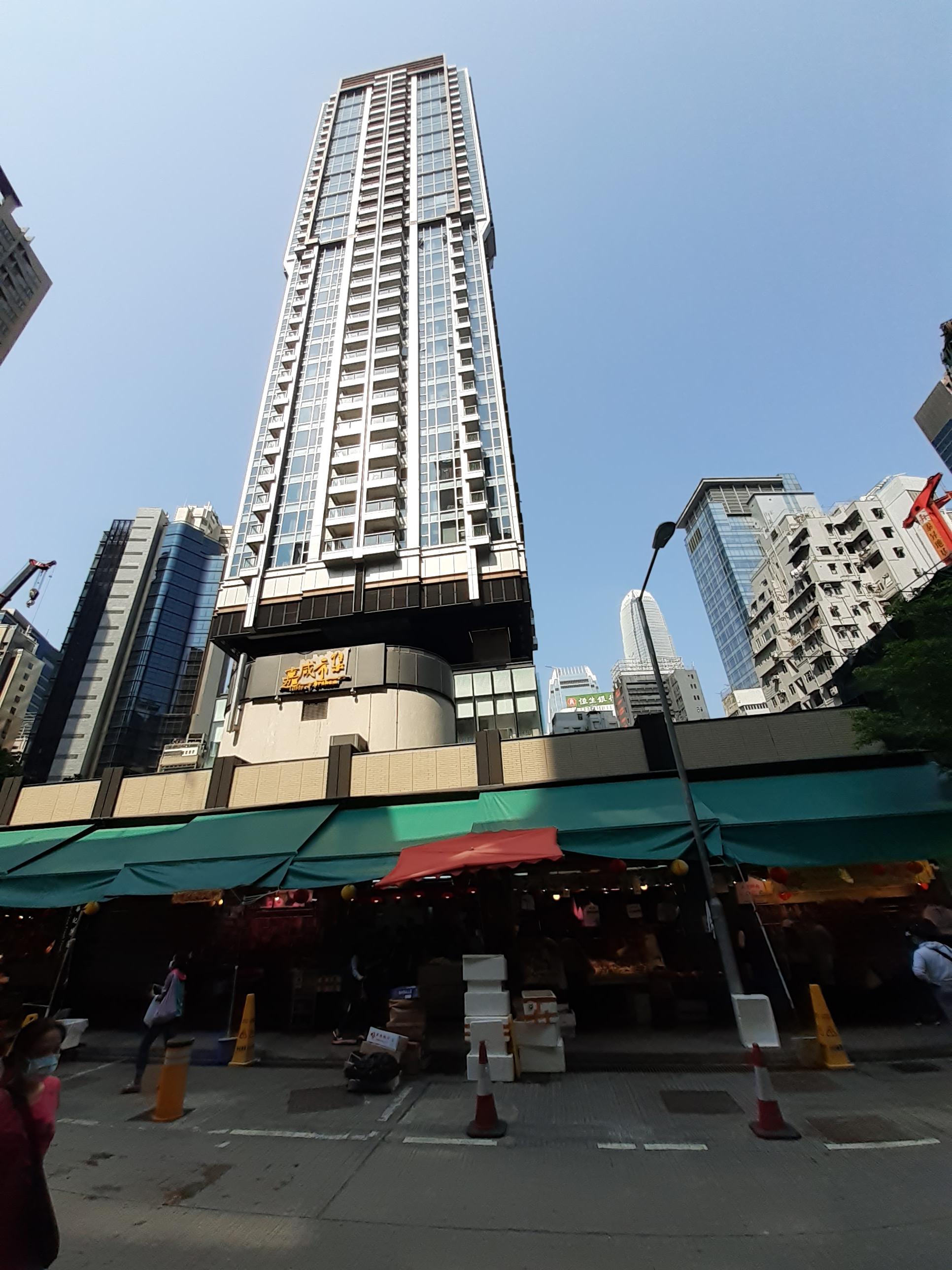
地盤B：My Central
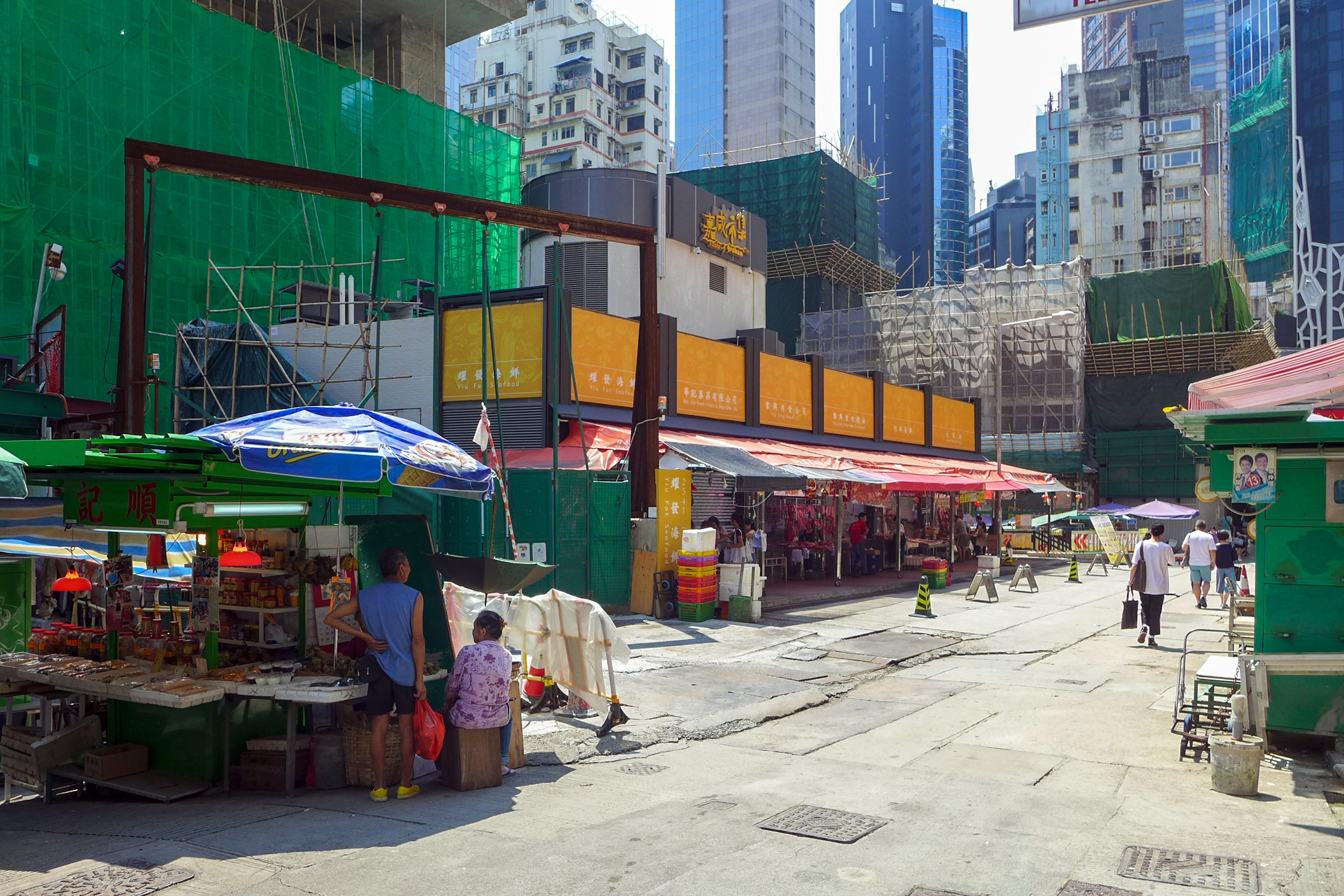
地盤B：嘉咸市集
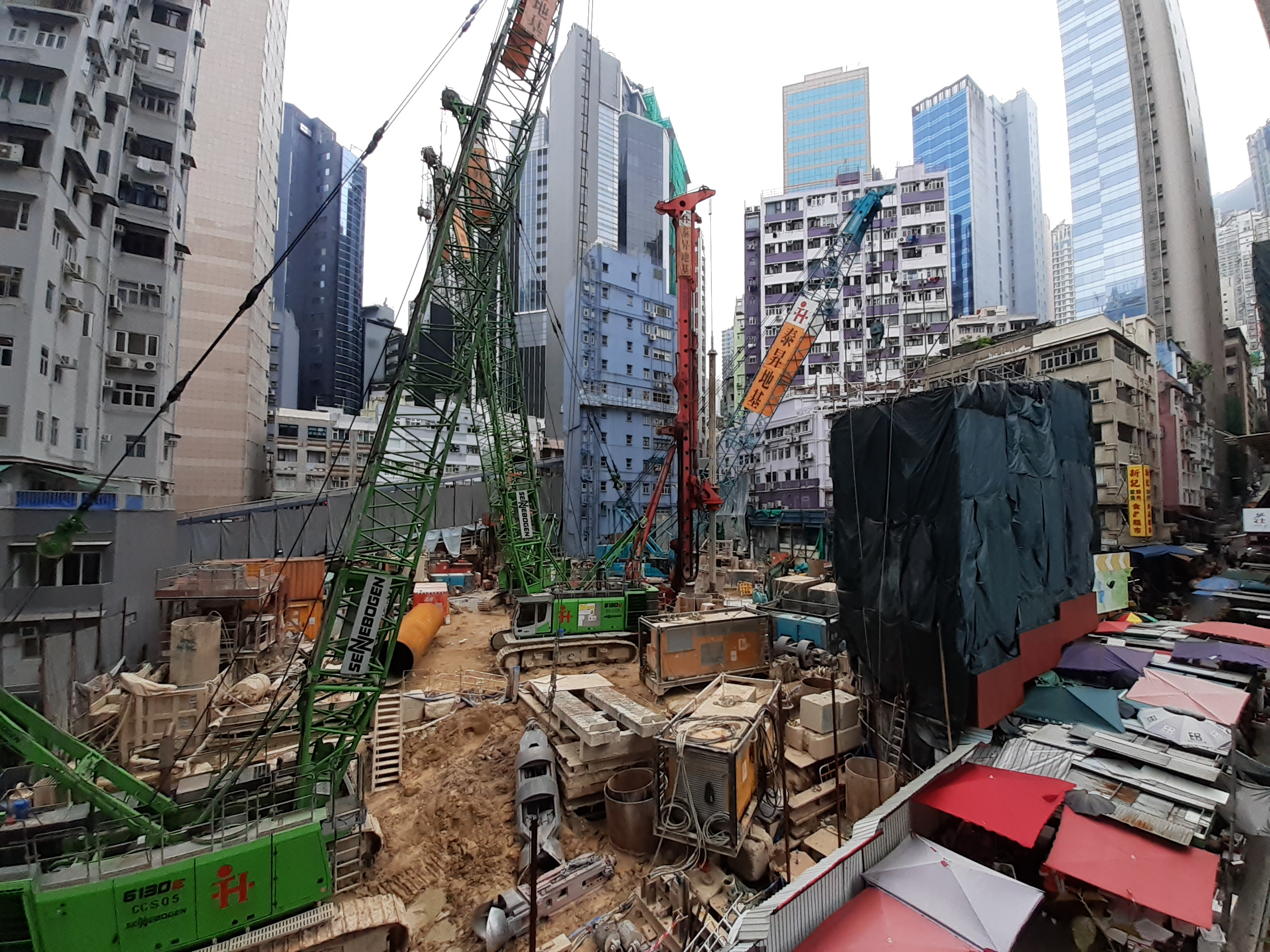
地盤C

## 重建影響
受市建局卑利街/嘉咸街重建計劃影響，嘉咸街市17間檔乾貨店及食肆需於2015年3月31日租約期滿遷出，11檔濕貨店則可「無縫交接」至新鮮貨市場落成後繼續經營。
在嘉咸街經營近70載的新景記麵家，一連兩日把全數生意額捐給護老院，結業前午飯時段店外大排長龍，當中有長期顧客，同樣有不少慕名而來的市民。街坊表示，對於店舖難敵租貴要結業感不捨，認為當局要將新舊區發展互相兼容。
有關商戶的租約屆滿後，但至今仍有一間茶餐廳的東主拒交鎖匙，該區租金太貴，一直找不到舖頭，堅持繼續營業。受重建影響的多名商戶於4月1日聯同中西區區議員許智峯發起堵塞地盤行動，要求市建局延長寬限期半年至一年，讓商戶找到新舖才搬走，又要求市建局承諾讓已離開的商戶可在新街市繼續經營，揚言將無限期堵塞地盤的車輛出入口。
地盤C範圍內涉及兩個具歷史評級的戰前唐樓項目，包括一級歷史建築的威靈頓街120號及三級歷史建築的嘉咸街26A至C號，市建局把前者的構件拆卸和只保留後者立面的保育方式，均被質疑有改善空間。另外，地盤A的重建工程期間亦截開了士他花利街連接結志街的通道。

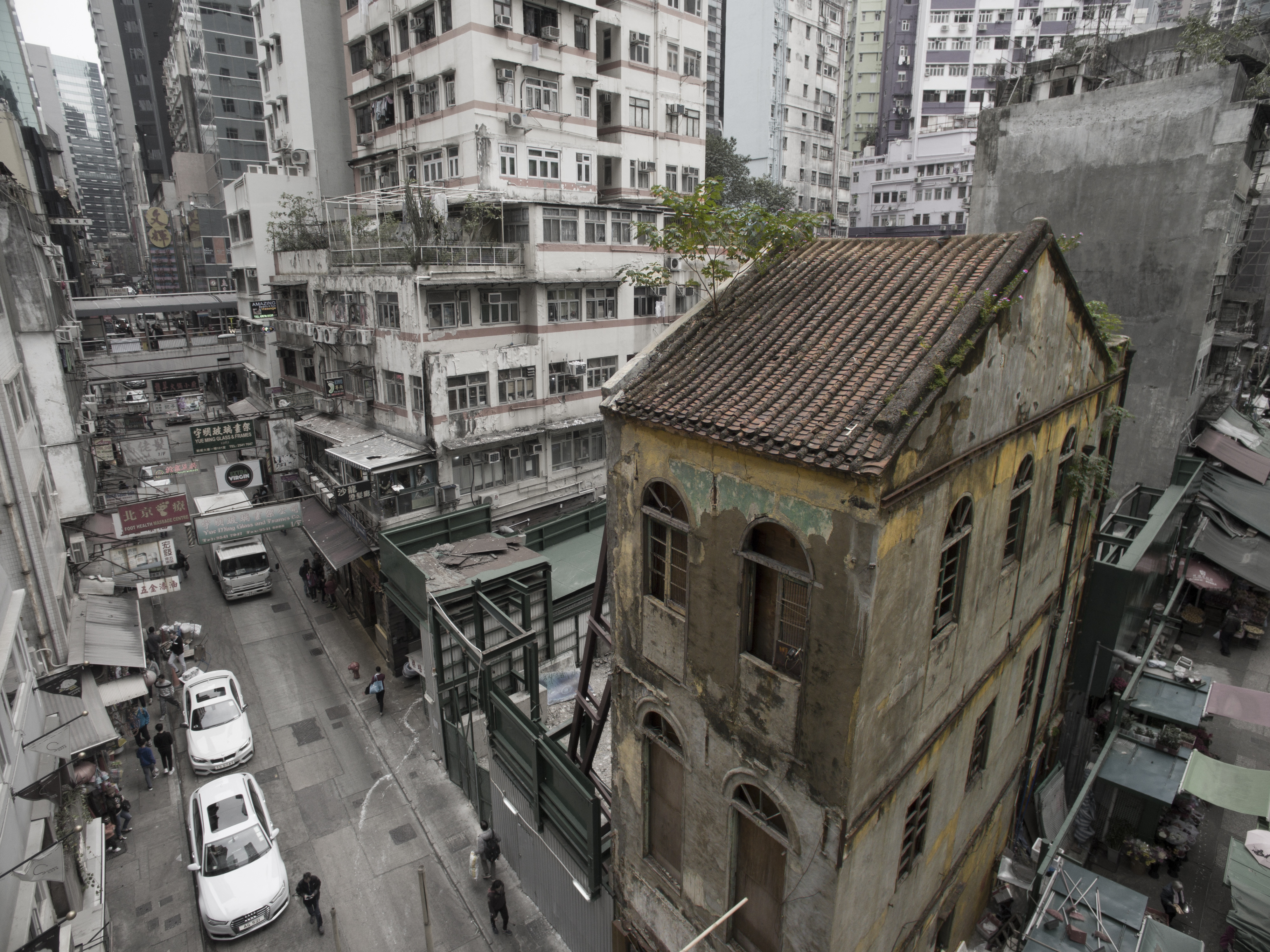
威靈頓街120號
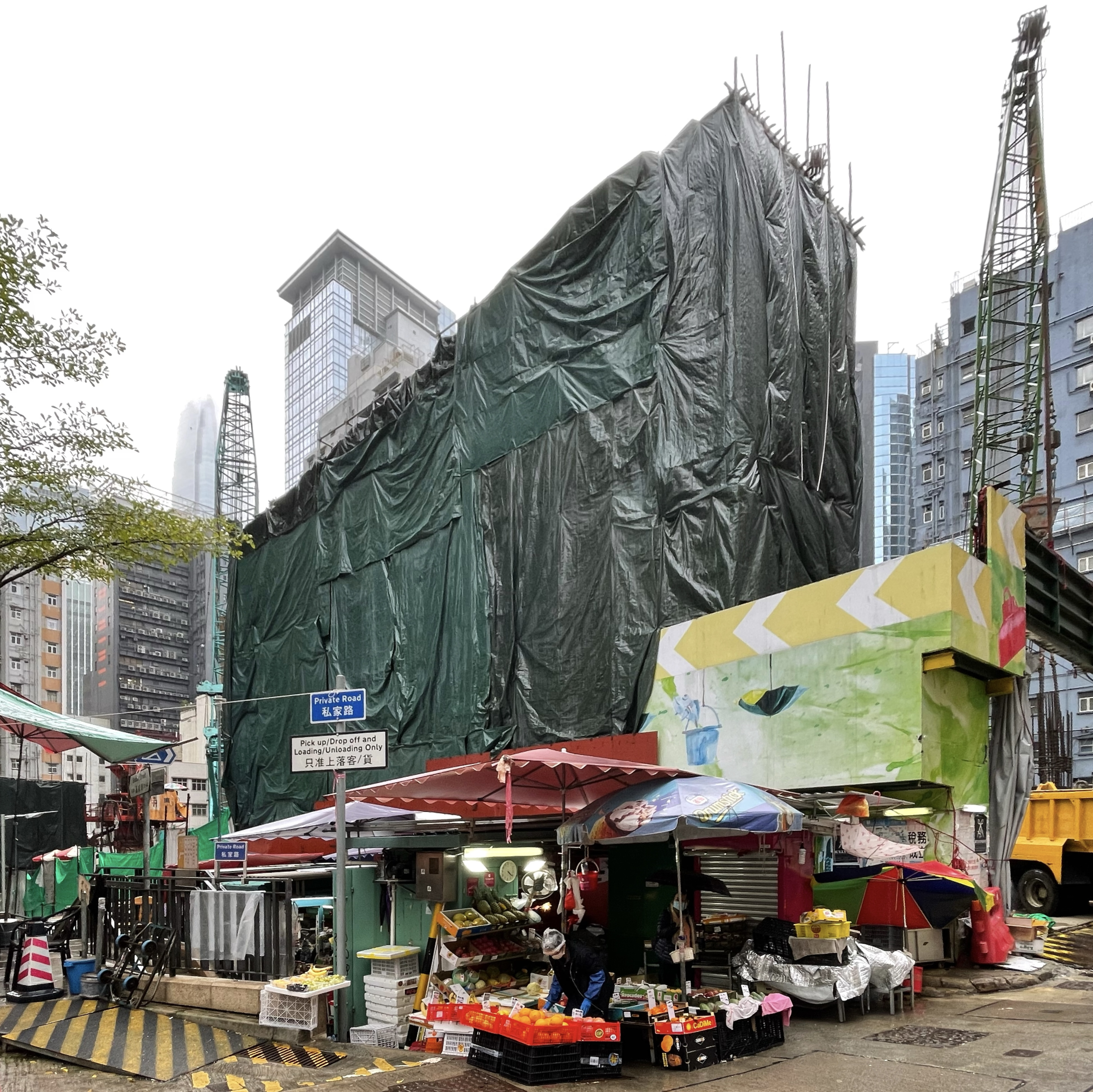
嘉咸街26A至C號
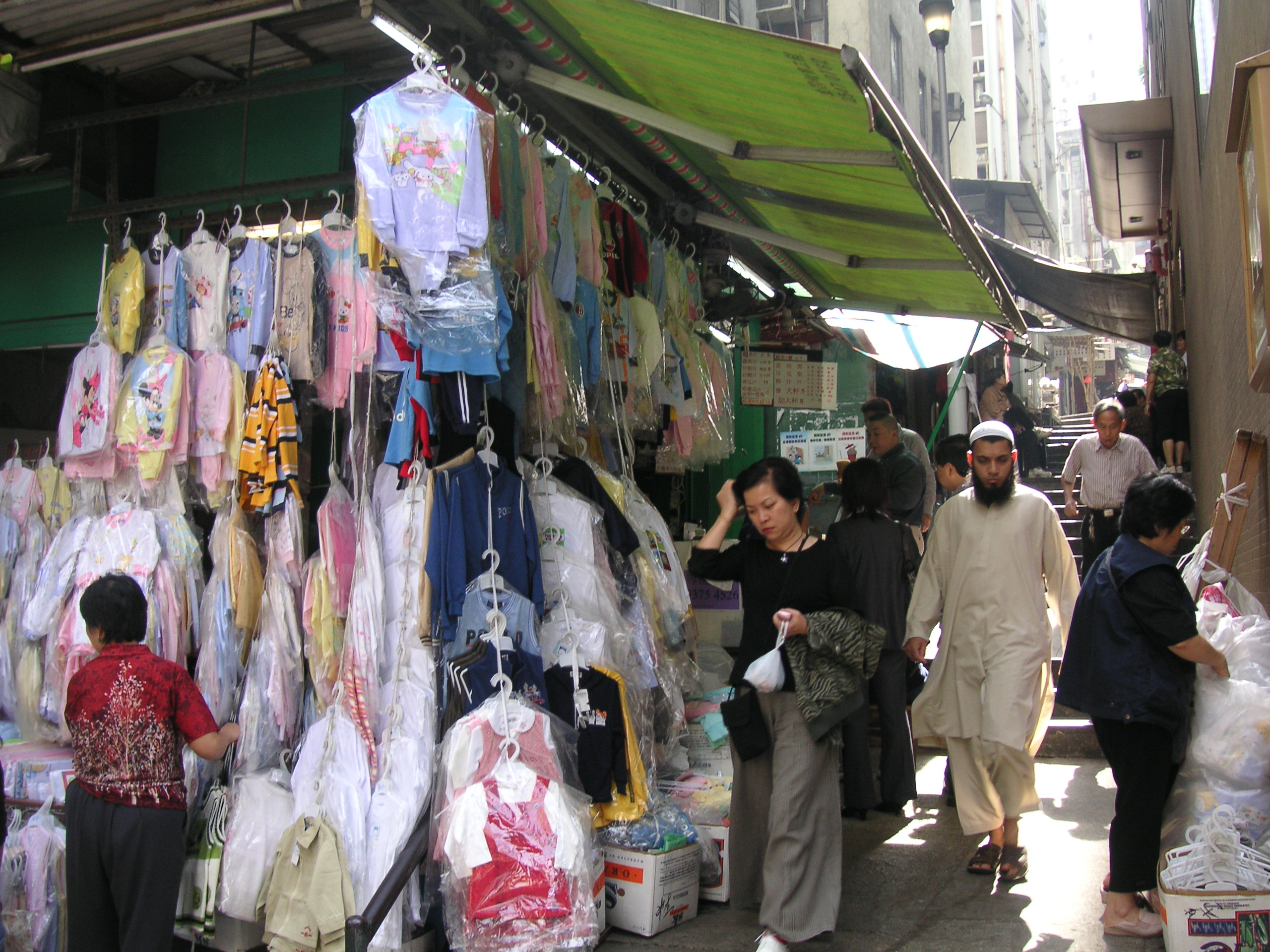
重建前的士他花利街